# 고마워요 (SunSet Swish의 노래)
〈고마워요〉(일본어: ありがとう)는 SunSet Swish의 7번째 싱글이다. 1번째 트랙인 〈일본어: ありがとう〉는 애니메이션 《크게 휘두르며》의 엔딩 테마이다.

## 트랙 리스트
1. ありがとう [4:54]
《크게 휘두르며》의 엔딩 테마
2. 笑顔が素敵さ [4:57]
3. Top Of The Morning [3:56]
4. ありがとう（크게 휘두르며 Ver.） [1:34]
5. ありがとう（Karaoke）